# Mezno
Mezno település Csehországban, a Benešovi járásban. Mezno Borotín, Sudoměřice u Tábora, Nemyšl, Červený Újezd, Miličín és Střezimíř településekkel határos. Lakosainak száma 383 fő (2024. január 1.).

## Népesség
A település lakosságának változását az alábbi diagram mutatja:
| Lakosok száma | 1178 | 896  | 960  | 763  | 508  | 369  | 359  | 366  | 371  | 383  |
|               | 1869 | 1890 | 1921 | 1950 | 1980 | 2001 | 2017 | 2019 | 2022 | 2024 |